# 主動脈瘤
主動脈瘤（英語：Aortic aneurysm）是指主動脈的血管因為血管壁的異常而出現的擴張（Aorta aneurysmal dilation）。

## 病理
主動脈瘤的成因很多，可能的原因有：高血壓、動脈硬化、血管老化等，大致可分成下列三個類型：
- 真性主動脈瘤
- 假性主動脈瘤
- 主动脉夹层

## 參看
- 心脏外科
- 心臟病學

## 外部連結
- Medtronic. .   [2013-12-15]. （原始内容存档于2013-12-09）.